# Ueda Kota
Kota Ueda (上田 康太 Ueda Kota, sinh ngày 9 tháng 5 năm 1986 ở Ōme, Tokyo) là một cầu thủ bóng đá người Nhật Bản hiện tại thi đấu cho Fagiano Okayama.

## Thống kê sự nghiệp
Cập nhật đến ngày 23 tháng 2 năm 2018.
| Thành tích câu lạc bộ | Thành tích câu lạc bộ | Thành tích câu lạc bộ | Giải vô địch | Giải vô địch | Cúp                   | Cúp                   | Cúp Liên đoàn | Cúp Liên đoàn | Châu lục | Châu lục  | Tổng cộng | Tổng cộng |
| Mùa giải              | Câu lạc bộ            | Giải vô địch          | Số trận      | Bàn thắng    | Số trận               | Bàn thắng             | Số trận       | Bàn thắng     | Số trận  | Bàn thắng | Số trận   | Bàn thắng |
| Nhật Bản              | Nhật Bản              | Nhật Bản              | Giải vô địch | Giải vô địch | Cúp Hoàng đế Nhật Bản | Cúp Hoàng đế Nhật Bản | Cúp Liên đoàn | Cúp Liên đoàn | Châu Á   | Châu Á    | Tổng cộng | Tổng cộng |
| --------------------- | --------------------- | --------------------- | ------------ | ------------ | --------------------- | --------------------- | ------------- | ------------- | -------- | --------- | --------- | --------- |
| 2004                  | Júbilo Iwata          | J1 League             | 0            | 0            | 0                     | 0                     | 0             | 0             | 1        | 0         | 1         | 0         |
| 2005                  | Júbilo Iwata          | J1 League             | 0            | 0            | 0                     | 0                     | 0             | 0             | 0        | 0         | 0         | 0         |
| 2006                  | Júbilo Iwata          | J1 League             | 20           | 2            | 3                     | 0                     | 0             | 0             | -        | -         | 23        | 2         |
| 2007                  | Júbilo Iwata          | J1 League             | 31           | 3            | 2                     | 0                     | 5             | 1             | -        | -         | 38        | 4         |
| 2008                  | Júbilo Iwata          | J1 League             | 25           | 1            | 0                     | 0                     | 4             | 0             | -        | -         | 29        | 1         |
| 2009                  | Júbilo Iwata          | J1 League             | 16           | 0            | 2                     | 0                     | 2             | 0             | -        | -         | 20        | 0         |
| 2010                  | Júbilo Iwata          | J1 League             | 26           | 1            | 2                     | 0                     | 10            | 1             | -        | -         | 38        | 2         |
| 2011                  | Omiya Ardija          | J1 League             | 31           | 1            | 1                     | 1                     | 2             | 0             | -        | -         | 34        | 2         |
| 2012                  | Omiya Ardija          | J1 League             | 12           | 0            | 3                     | 0                     | 4             | 0             | -        | -         | 19        | 0         |
| 2013                  | Omiya Ardija          | J1 League             | 11           | 0            | 2                     | 0                     | 6             | 0             | -        | -         | 19        | 0         |
| 2014                  | Fagiano Okayama       | J2 League             | 35           | 2            | 0                     | 0                     | -             | -             | -        | -         | 35        | 2         |
| 2015                  | Júbilo Iwata          | J2 League             | 36           | 2            | 0                     | 0                     | -             | -             | -        | -         | 36        | 2         |
| 2016                  | Júbilo Iwata          | J1 League             | 18           | 1            | 1                     | 0                     | 5             | 0             | -        | -         | 24        | 1         |
| 2017                  | Júbilo Iwata          | J1 League             | 13           | 1            | 4                     | 1                     | 5             | 0             | -        | -         | 22        | 2         |
| Tổng cộng sự nghiệp   | Tổng cộng sự nghiệp   | Tổng cộng sự nghiệp   | 274          | 14           | 20                    | 2                     | 43            | 2             | 1        | 0         | 338       | 18        |